# Бокхорн (Фризия)
Бокхорн (нем. Bockhorn) — община в Германии, в земле Нижняя Саксония.
Входит в состав района Фризия. Население составляет 8603 человека (на 31 декабря 2010 года). Занимает площадь 77,15 км².

Бокхорн (Фризия)

| Год  | Население |
| ---- | --------- |
| 1990 | 7667      |
| 1995 | 8204      |
| 2000 | 8556      |
| 2005 | 8765      |
| 2010 | 8571      |